# Chimica inorganica
La chimica inorganica è quella branca della chimica che studia gli elementi, la sintesi e la caratterizzazione dei composti inorganici.

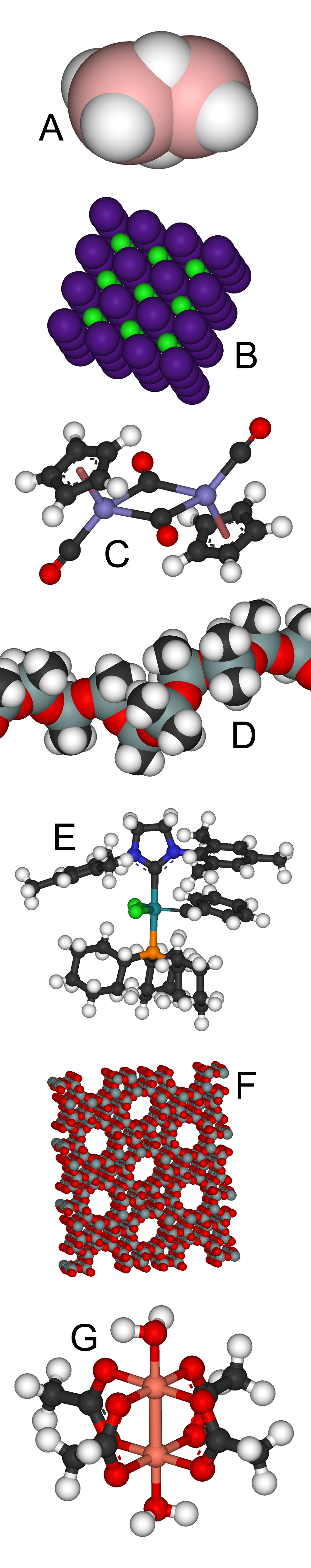
I composti inorganici possono essere di tipi molto diversi:
A: il diborano possiede legami molto inusuali
B: il cloruro di cesio è un prototipo di struttura cristallina
C: il Fp_{2} è un complesso organometallico
D: il silicone ha numerose applicazioni, da adesivi a protesi mammarie
E: il catalizzatore di Grubbs ha fatto vincere nel 2005 il Premio Nobel per la chimica al suo scopritore
F: le zeoliti sono molto usate come setacci molecolari
G: l'acetato di rame(II) sorprese i chimici teorici per il suo diamagnetismo

## Definizione
Secondo la definizione storica, la chimica inorganica si occupa delle sostanze non prodotte dalla materia vivente, oggetto di studio della chimica organica, quali sono i composti derivati dal regno minerale che non possiede forza vitale, in accordo con la teoria vitalista. Caratteristica delle sostanze inorganiche era considerata anche la loro possibilità di sintesi in laboratorio.
Dopo la sintesi dell'urea effettuata da Friedrich Wöhler nel 1828, utilizzando il composto inorganico cianato d'ammonio, i confini tra le due branche della chimica si sono ristretti essendo dimostrato che anche i composti organici sono in realtà sintetizzabili in laboratorio.
Successivamente è stato constatato che gli organismi viventi sono anch'essi in grado di sintetizzare composti inorganici e con l'ulteriore affinarsi di conoscenze e tecniche sono addirittura fioriti campi di studio "ibridi" come quelli della chimica metallorganica e della chimica supramolecolare. Tuttavia permane una certa differenza fondata sulla diversa e caratteristica reattività della quale godono i composti organici e che si evidenzia in meccanismi di reazione del tutto peculiari.

## Concetti chiave

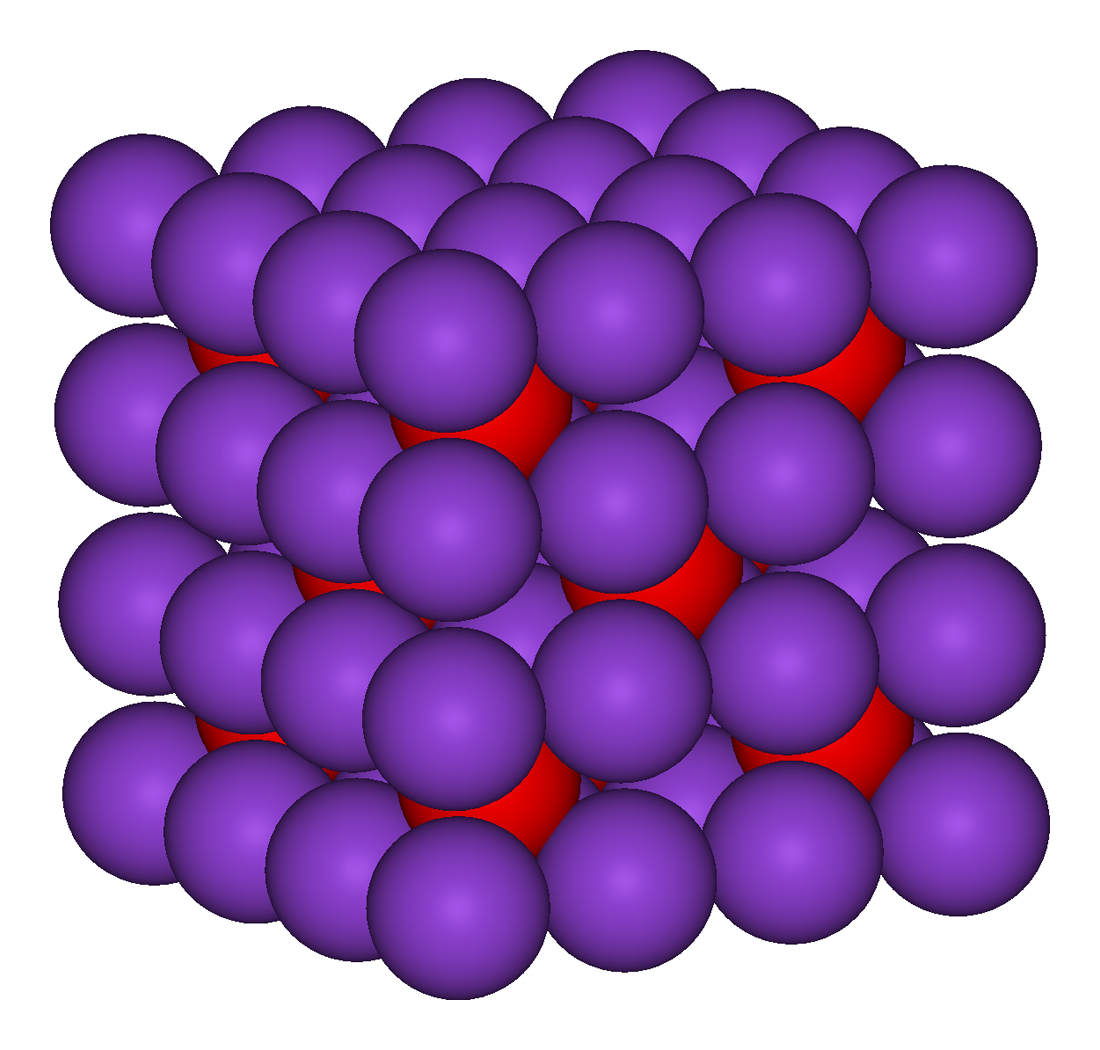
Struttura cristallina dell'ossido di potassio, K_{2}O, un composto ionico

Molti composti inorganici sono composti ionici, sali costituiti da cationi e anioni tenuti assieme da legame ionico. Esempi di sali sono: il cloruro di magnesio MgCl2, costituito da cationi magnesio Mg2+ e anioni cloruro Cl–, e l'ossido di sodio Na2O, costituito da cationi sodio Na+ e anioni ossido O2–. In tutti i sali la carica totale dei cationi è bilanciata da quella degli anioni, in modo che il composto solido è elettricamente neutro. La facilità di formazione di ioni monoatomici può essere valutata dal potenziale di ionizzazione (per i cationi) o dall'affinità elettronica (per gli anioni) dell'elemento corrispondente.
Ossidi, carbonati, solfati e alogenuri costituiscono importanti famiglie di sali inorganici. Molti composti inorganici hanno punto di fusione elevato. Allo stato solido i sali inorganici in genere sono cattivi conduttori di elettricità. Una caratteristica abbastanza comune è la solubilità in acqua e la facilità di cristallizzazione (ad es. NaCl), ma molti sono invece insolubili (ad es. SiO2).
La più semplice reazione chimica inorganica è il doppio scambio, dove mettendo assieme due sali gli ioni si scambiano senza variazioni del numero di ossidazione. Nelle reazioni di ossidoriduzione un reagente, detto ossidante, acquista elettroni e diminuisce il proprio stato di ossidazione, mentre l'altro, detto riducente, cede elettroni e aumenta il proprio stato di ossidazione. Scambi di elettroni possono avvenire anche indirettamente, ad esempio nelle pile, che sono dispositivi elettrochimici.
Quando uno dei reagenti contiene atomi di idrogeno si può avere una reazione acido-base, dove vengono trasferiti protoni. In una definizione più generale, qualsiasi specie chimica capace di legarsi ad una coppia di elettroni è detta acido di Lewis; per contro, ogni specie che tende a cedere una coppia di elettroni è detta base di Lewis. Un trattamento più raffinato delle interazioni acido-base è la teoria HSAB, che tiene conto della polarizzabilità e della dimensione degli ioni.
I composti inorganici si trovano in natura come minerali. Il suolo può contenere solfuro di ferro sotto forma di pirite o solfato di calcio sotto forma di gesso. I composti inorganici possono svolgere molte funzioni anche in campo biologico: come elettroliti (cloruro di sodio), come riserva di energia (ATP), come materiali strutturali (i gruppi fosfato che formano lo scheletro del DNA).
Il primo composto inorganico importante prodotto artificialmente è stato il nitrato d'ammonio, un fertilizzante ottenuto con il processo Haber-Bosch. Alcuni composti inorganici si sintetizzano per utilizzarli come catalizzatori, come V2O5 e TiCl3, altri servono come reagenti in chimica organica, come LiAlH4.

## Chimica inorganica industriale
La chimica inorganica è un ambito scientifico con molte applicazioni industriali. La quantità di acido solforico prodotto è un parametro utile per valutare l'economia di una nazione. Nel 2005 i primi 20 composti chimici inorganici prodotti in Canada, Cina, Europa, Giappone e Stati Uniti sono stati (in ordine alfabetico): acido cloridrico, acido fosforico, acido nitrico, acido solforico, ammoniaca, azoto, carbonato di sodio, clorato di sodio, cloro, diossido di titanio, idrogeno, idrossido di sodio, ossigeno, nero di carbone, nitrato d'ammonio, perossido di idrogeno, silicato di sodio, solfato d'ammonio, solfato di alluminio, solfato di sodio.
Un'altra applicazione pratica della chimica inorganica industriale è la produzione di fertilizzanti.

## Chimica inorganica descrittiva
La chimica inorganica descrittiva si occupa di classificare i composti in base alle loro proprietà. La classificazione è basata in parte sulla posizione occupata nella tavola periodica dall'elemento con il più alto numero atomico presente nel composto, e in parte raggruppando i composti che presentano somiglianze strutturali. Succede spesso che un certo composto possa essere classificato in più categorie. Ad esempio, un composto organometallico può essere anche un composto di coordinazione, e può avere proprietà interessanti allo stato solido. Una serie di usuali classificazioni è riportata nel seguito.

### Composti di coordinazione

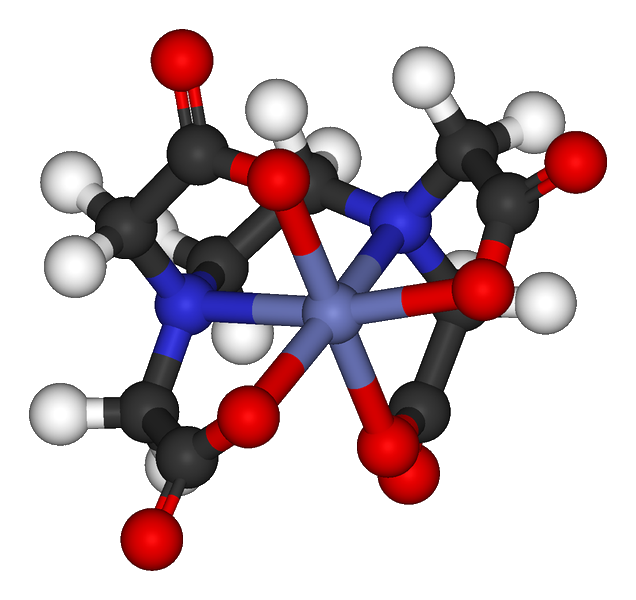
L'EDTA chela uno ione Co^{3+} formando il complesso ottaedrico [Co(EDTA)]^{–}

Nei composti di coordinazione o complessi classici un metallo è legato tramite una coppia di elettroni ad un atomo di un legante come H2O, NH3, Cl– e CN–. Nella chimica di coordinazione moderna quasi tutti i composti organici e inorganici possono essere usati come leganti. Il "metallo" appartiene in genere ai gruppi 3–13, oppure ai lantanoidi o attinoidi, ma da un certo punto di vista tutti i composti chimici possono essere descritti come complessi.
La stereochimica dei complessi può essere molto ricca, come già osservato da Werner nel 1914 con la separazione dei due enantiomeri di [Co{(OH)2Co(NH3)4}3]6+, che dimostrò per la prima volta che la chiralità non era proprietà esclusiva dei composti organici. Un argomento di attualità all'interno di questa specializzazione è la chimica di coordinazione supramolecolare.
- Esempi: [Co(EDTA)]–, [Co(NH3)6]3+, TiCl4(THF)2.

### Composti dei gruppi principali

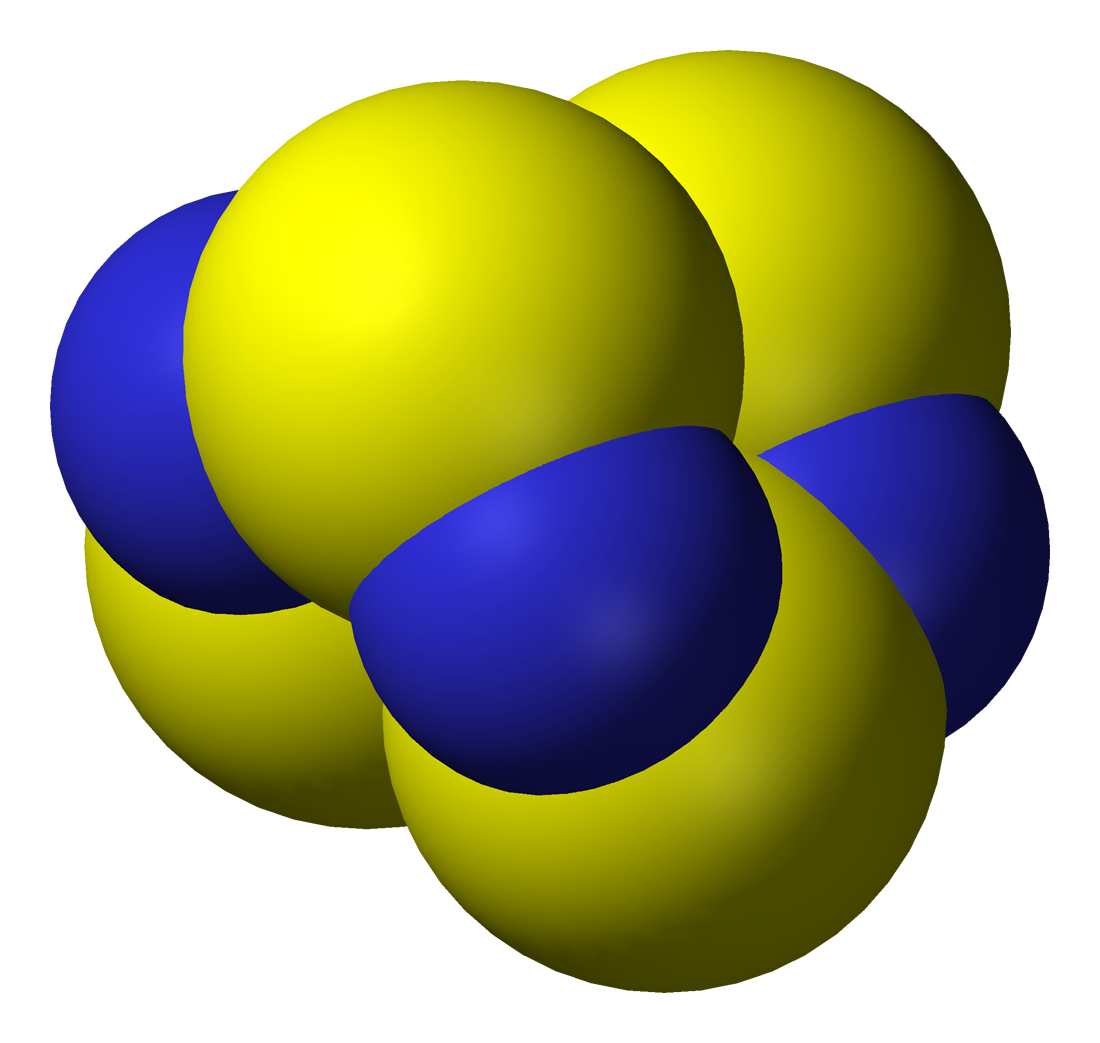
Il tetranitruro di tetrazolfo, S_{4}N_{4}, un composto dei gruppi principali che continua a incuriosire i chimici

Queste specie contengono elementi dei gruppi 1, 2 e 13–18 della tavola periodica, escludendo l'idrogeno. Spesso si aggiungono anche gli elementi dei gruppi 3 (Sc, Y e La) e 12 (Zn, Cd e Hg) perché hanno una reattività simile.
A questo gruppo si possono aggiungere specie note sin dagli albori della chimica, ad esempio lo zolfo elementare S8 e il fosforo bianco P4. Lavoisier e Priestley con i loro esperimenti sull'ossigeno, O2, non solo identificarono un importante gas diatomico, ma permisero di descrivere composti e reazioni in base a rapporti stechiometrici. All'inizio del 900 Carl Bosch e Fritz Haber resero possibile la sintesi dell'ammoniaca usando catalizzatori a base di ferro, una scoperta che ebbe un enorme impatto sulla storia dell'umanità, dimostrando l'importanza della sintesi di composti inorganici.
Esempi tipici di composti dei gruppi principali sono SiO2, SnCl4 e N2O. Molti composti dei gruppi principali si possono anche considerare organometallici, dato che contengono gruppi organici, come ad esempio Si(CH3)4. Composti dei gruppi principali sono reperibili anche in natura, ad esempio i fosfati nel DNA e nelle ossa, e quindi si possono classificare come bioinorganici. Viceversa possono essere considerati "inorganici" i composti organici senza (molti) idrogeni, come ad esempio i fullereni, i nanotubi di carbonio, e gli ossidi di carbonio binari.
- Esempi: tetranitruro di tetrazolfo S4N4, diborano B2H6, siliconi, fullerene C60.

### Composti dei metalli di transizione

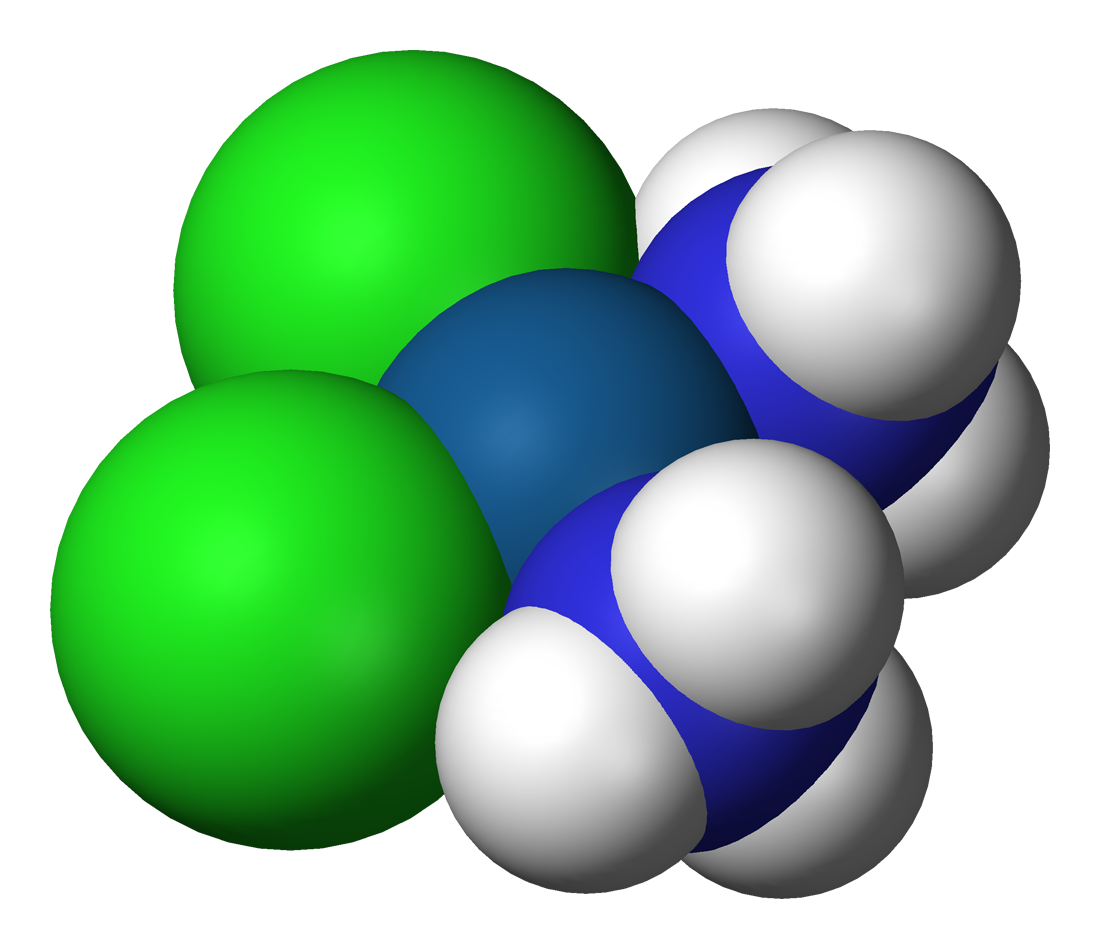
Il cisplatino è un complesso dei metalli di transizione usato nella chemioterapia di alcuni tumori

I composti che contengono metalli dei gruppi 4–11 sono considerati composti dei metalli di transizione. I composti con metalli dei gruppi 3 e 12 sono a volte inclusi in questa categoria, ma spesso sono considerati composti dei gruppi principali.
I composti dei metalli di transizione hanno una chimica di coordinazione ricca, spaziando da composti tetraedrici come TiCl4 a composti planari quadrati come i complessi di platino, e a composti ottaedrici per i complessi del cobalto. Vari metalli di transizione si trovano in composti di importanza biologica, come il ferro nell'emoglobina.
- Esempi: tetracloruro di titanio, ferrocianuro di potassio, cisplatino

### Composti organometallici

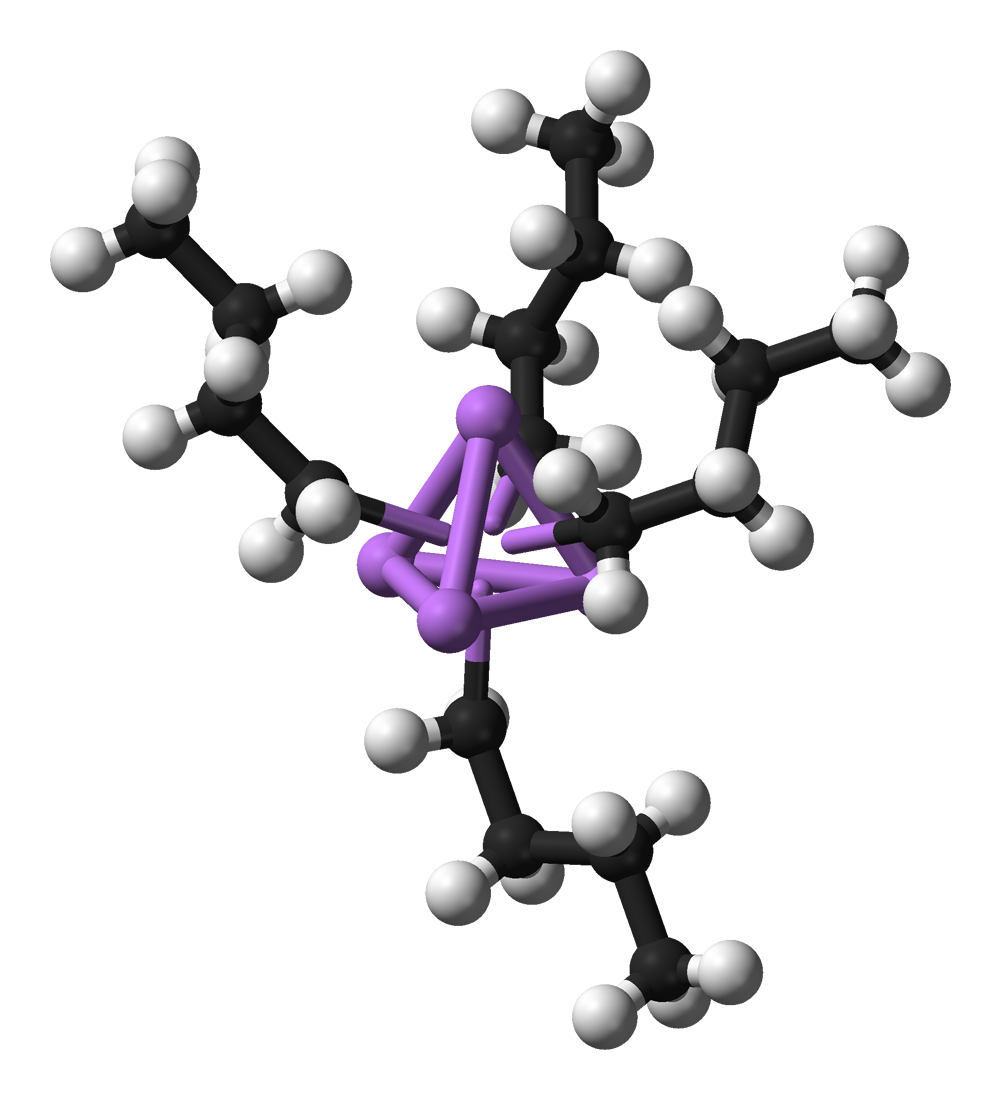
Struttura di n-butillitio; i composti organometallici del litio esistono spesso in forma polimerica

I composti organometallici sono quelli dove un metallo è legato covalentemente ad uno o più atomi di carbonio di un gruppo organico. Il metallo M di queste specie può appartenere ai gruppi principali o ai metalli di transizione. In pratica è comunemente usata una definizione più ampia di composto organometallico, includendo i metallocarbonili e anche i metallo alcossidi.
I composti organometallici sono di solito considerati una categoria particolare perché i leganti organici sono spesso sensibili all'idrolisi e all'ossidazione, e quindi la preparazione di composti organometallici richiede tecniche più sofisticate rispetto ai tradizionali complessi di Werner. Le nuove procedure di sintesi, e in particolare la capacità di manipolare i complessi in solventi poco coordinanti, hanno permesso di utilizzare leganti scarsamente coordinanti come gli idrocarburi, H2 e N2. La chimica organometallica ha tratto molti vantaggi dal fatto che questi leganti sono in un certo qual modo prodotti dell'industria petrolifera.
- Esempi: ferrocene Fe(C5H5)2, molibdeno esacarbonile Mo(CO)6, clorotris(trifenilfosfina)rodio(I) RhCl(PPh3)3

### Composti cluster

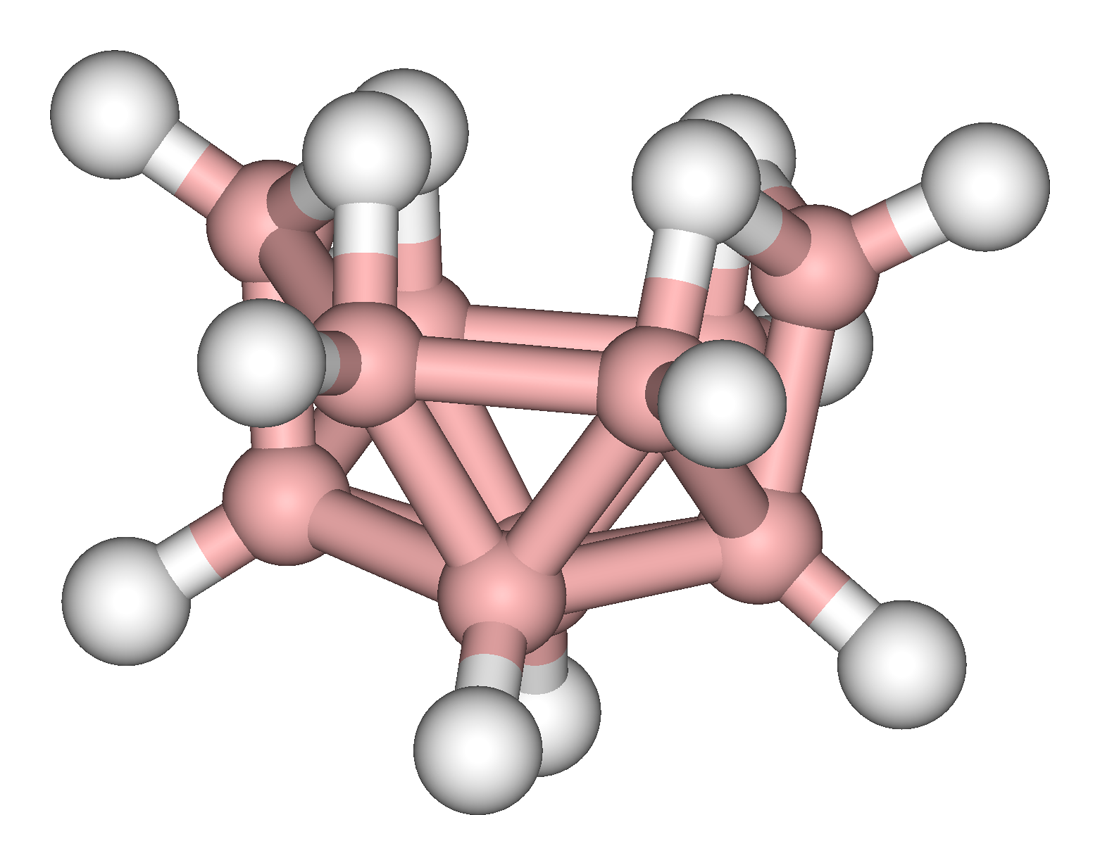
Il decaborano è un cluster del boro estremamente tossico

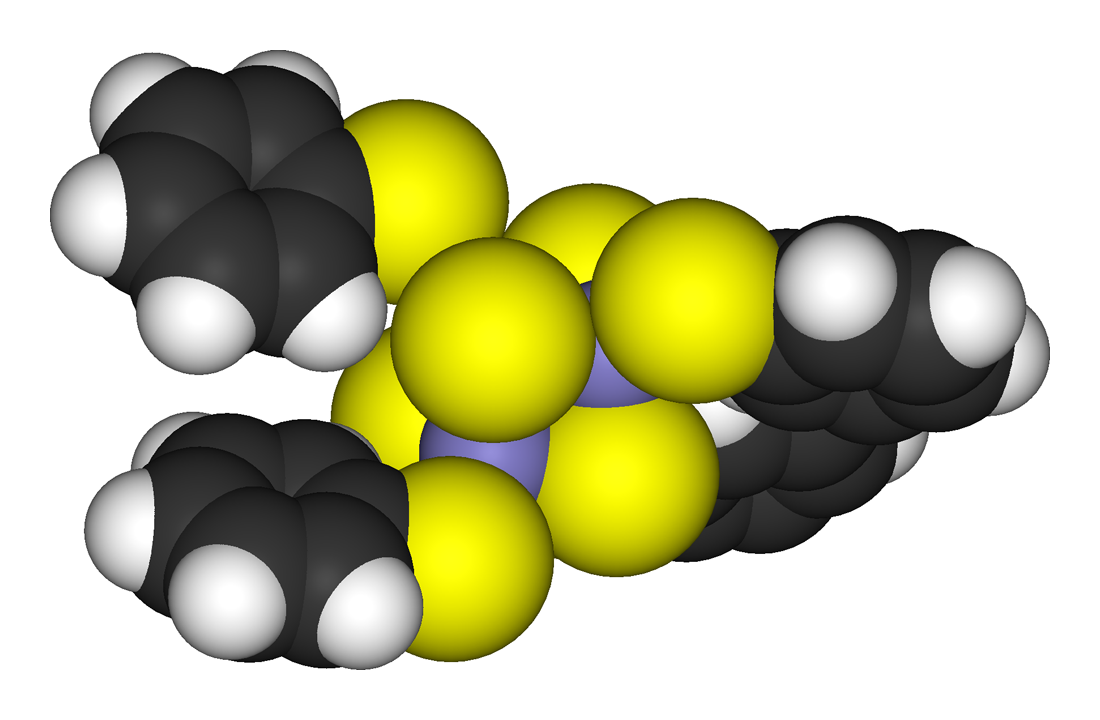
I centri di ferro-zolfo sono i componenti centrali di proteine essenziali per il metabolismo umano

Composti cluster si possono trovare in tutte le classi di composti chimici. A rigore, un cluster prevede più centri metallici legati tra loro con legami covalenti, ma si considerano cluster anche quelli formati da non metalli come il boro. Esistono cluster puramente inorganici, ma anche organometallici o bioinorganici. La distinzione tra cluster molto grandi e solidi estesi è sempre più sfumata. A questo livello di dimensioni si parla di nanoscienza e nanotecnologia, e sono importanti gli studi di effetti quantici. I cluster di grandi dimensioni possono essere considerati come un insieme di atomi legati tra loro, con caratteristiche intermedie tra una molecola e un solido.
- Esempi: Fe3(CO)12, B10H14, [Mo6Cl14]2−, 4Fe-4S

### Composti bioinorganici

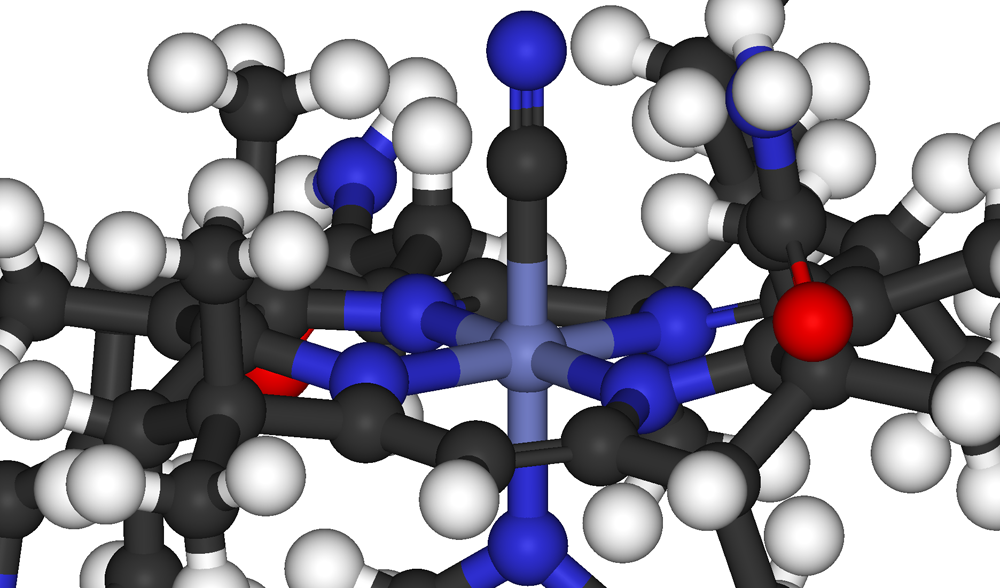
Il centro di cobalto ottaedrico della Vitamina B_{12}

Questi composti sono presenti in natura per definizione, ma questa categoria comprende anche specie antropogeniche come inquinanti (ad es. metilmercurio) e farmaci (ad es. cisplatino). In questo campo si incontrano molti aspetti della biochimica e molti tipi di composti, ad esempio i fosfati nel DNA, complessi metallici con leganti che spaziano da macromolecole biologiche come i peptidi a specie poco definite come gli acidi umici, all'acqua coordinata in complessi di gadolinio (usati per imaging a risonanza magnetica). Un campo d'indagine tradizionale della chimica bioinorganica riguarda i processi di trasferimento di elettroni e di energia nelle proteine che servono nella respirazione. La chimica inorganica in campo medico studia anche quali siano gli elementi essenziali costituenti delle biomolecole, con relativa applicazione a diagnosi e terapia.
- Esempi: emoglobina, metilmercurio, carbossipeptidasi, ferritina

### Composti allo stato solido

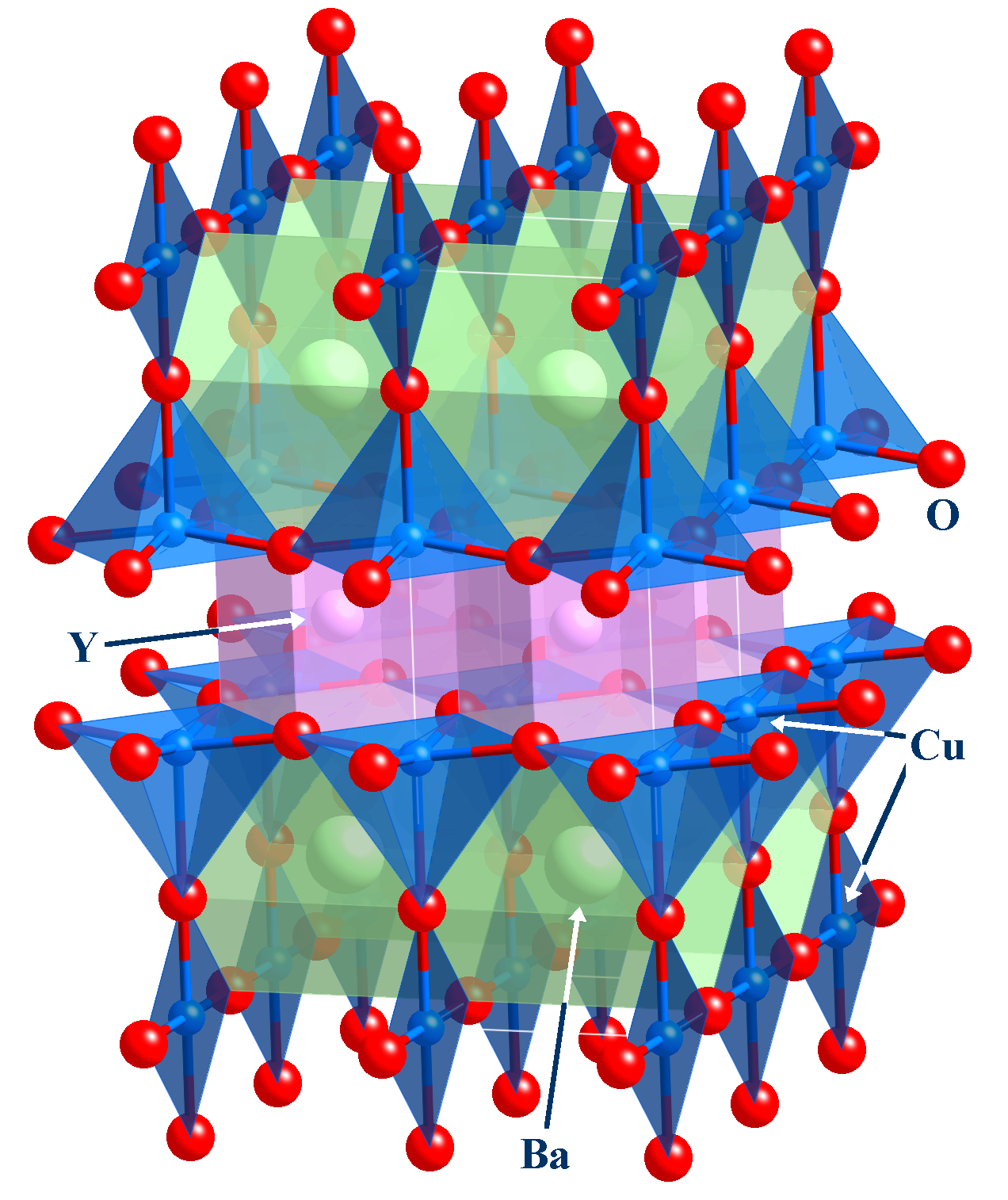
YBa_{2}Cu_{3}O_{7}, abbreviato come YBCO, è un superconduttore capace di levitare sopra un magnete a temperature inferiori alla sua temperatura critica, circa 90 K (−183 °C)

Questa area della chimica inorganica si focalizza su struttura, legami e proprietà fisiche dei materiali. In pratica la chimica inorganica dello stato solido usa tecniche come la cristallografia per comprendere le proprietà che si generano dall'insieme di interazioni tra i componenti presenti nel solido. Questa area si interessa anche di metalli, leghe e derivati intermetallici. Campi di studio correlati sono la fisica della materia condensata, la mineralogia e la scienza dei materiali.
- Esempi: zeoliti, YBa2Cu3O7, semiconduttori

## Chimica inorganica teorica
Un altro modo di avvicinarsi alla chimica inorganica è partire dal modello atomico di Bohr, e usare gli strumenti e i modelli della chimica teorica e della chimica computazionale per spiegare i legami in molecole semplici, per poi passare a specie più complesse. I composti inorganici contengono molti elettroni, ed è quindi arduo descriverli accuratamente con i metodi della meccanica quantistica. Per affrontare queste difficoltà sono stati inventati molti approcci semiquantitativi o semiempirici, tra i quali la teoria degli orbitali molecolari e la teoria del campo dei leganti. Oltre a queste descrizioni teoriche si usano anche metodi approssimati, come la teoria del funzionale della densità.
I composti che si comportano in modo inspiegabile per le teorie, sia in senso qualitativo che quantitativo, sono molto importanti per l'avanzamento delle conoscenze. Ad esempio,
CuII2(OAc)4(H2O)2 è quasi diamagnetico al di sotto della temperatura ambiente, mentre la teoria del campo cristallino predice che la molecola abbia due elettroni spaiati. Il disaccordo tra teoria (paramagnetico) e osservazione sperimentale (diamagnetico) ha portato allo sviluppo di modelli di "accoppiamento magnetico", che a loro volta hanno generato nuove tecnologie e nuovi materiali magnetici.

### Teorie qualitative

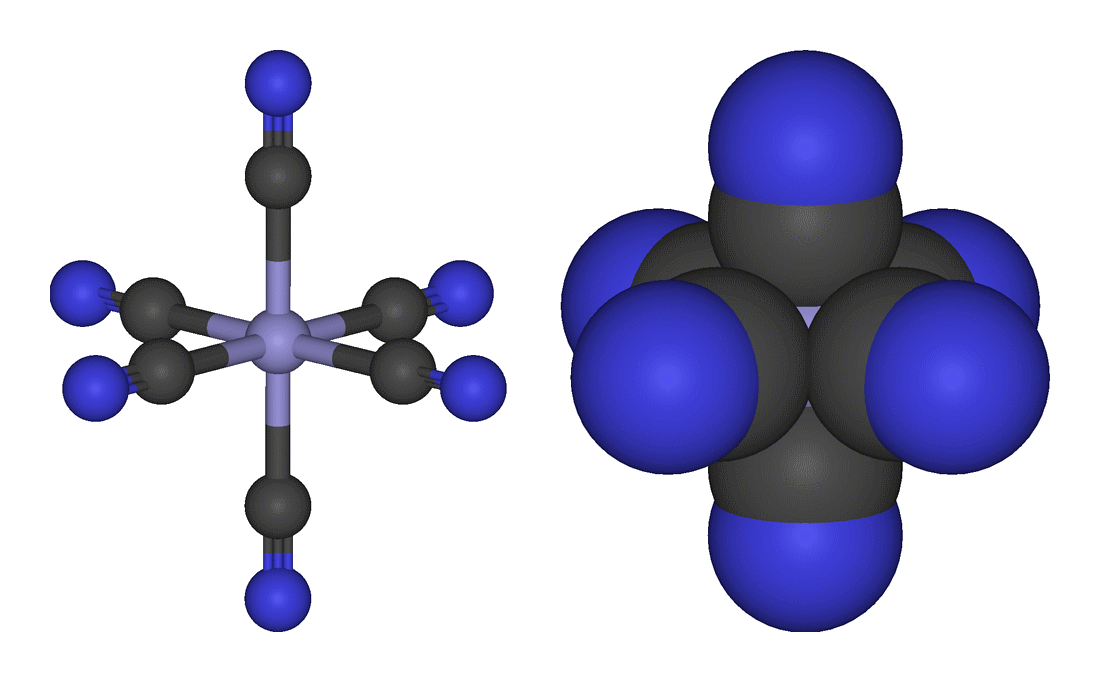
La teoria del campo cristallino spiega perché [[Ferricianuro di potassio|[Fe^{III}(CN)_{6}]^{3−}]] ha un solo elettrone spaiato

La chimica inorganica ha tratto grandi vantaggi dalle teorie qualitative, che sono più facili da comprendere perché richiedono poche conoscenze di chimica quantistica. La teoria VSEPR è in grado di razionalizzare e predire le strutture di molti composti dei gruppi principali; ad esempio spiega perché NH3 è piramidale mentre ClF3 ha forma a T. Nei metalli di transizione la teoria del campo cristallino permette di interpretare le proprietà magnetiche di molti complessi; ad esempio [FeIII(CN)6]3− ha un solo elettrone spaiato, mentre [FeIII(H2O)6]3+ ne ha cinque.

### Simmetria molecolare e teoria dei gruppi

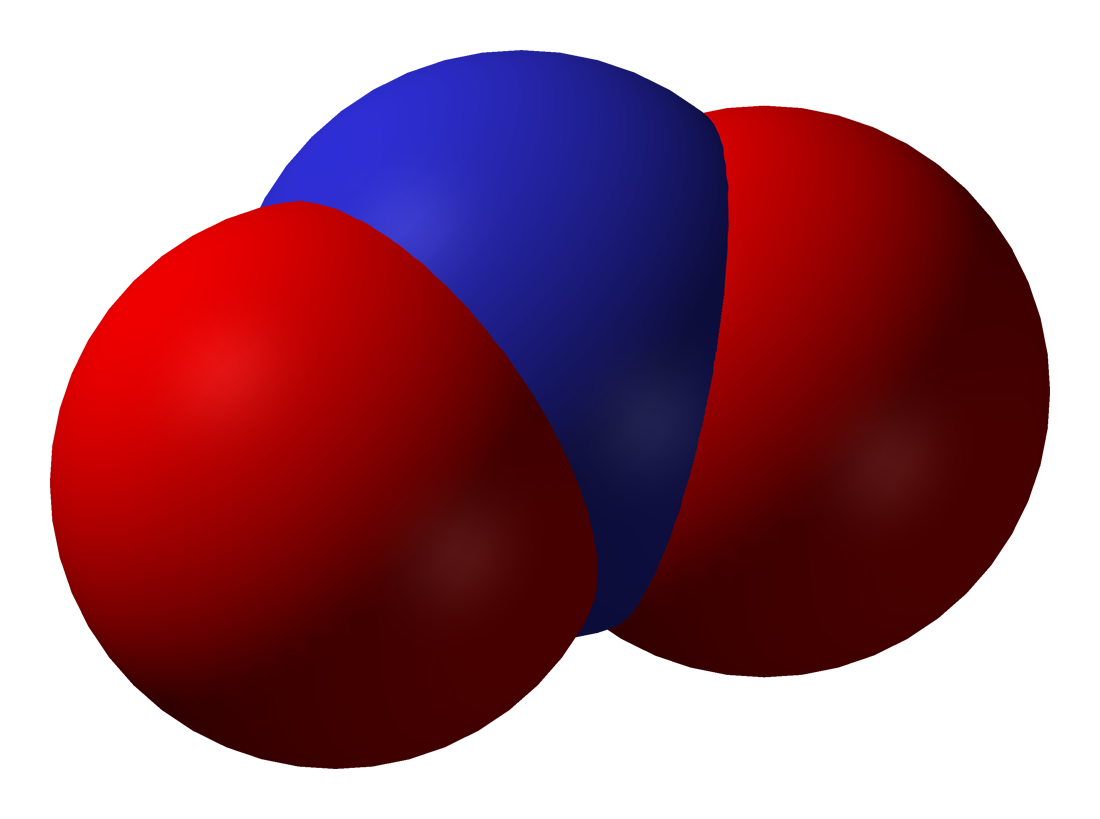
Il diossido di azoto, NO_{2}, ha simmetria C_{2v}

Un concetto molto utile in chimica inorganica è quello di simmetria molecolare. In matematica, la teoria dei gruppi fornisce il formalismo adatto a descrivere la forma delle molecole a seconda del gruppo puntuale cui appartengono. La teoria dei gruppi permette anche di semplificare i calcoli teorici.
In spettroscopia, le applicazioni più comuni della teoria dei gruppi riguardano spettri vibrazionali ed elettronici, perché conoscendo le proprietà di simmetria dello stato fondamentale e degli stati eccitati di una specie chimica si può prevedere numero e intensità delle bande di assorbimento. Una applicazione comune della teoria dei gruppi è la previsione del numero di vibrazioni C–O in complessi metallocarbonilici sostituiti.
La teoria dei gruppi è anche uno strumento didattico per evidenziare somiglianze e differenze nelle proprietà di legame di specie diversissime come WF6 e Mo(CO)6, o CO2 e NO2.

## Termodinamica e chimica inorganica
Un differente approccio quantitativo alla chimica inorganica considera l'energia scambiata durante le reazioni. Questo approccio è molto tradizionale ed empirico, ma di grande utilità. Potenziale redox, acidità e transizioni di fase sono alcuni dei concetti che si possono esprimere in termini termodinamici. Un altro concetto classico della termodinamica inorganica è il ciclo di Born-Haber, usato per determinare l'energia di processi elementari che non possono essere misurati direttamente, come l'affinità elettronica.

## Meccanismi in chimica inorganica
Un altro aspetto della chimica inorganica è lo studio dei meccanismi di reazione, che vengono in genere discussi in base alle differenti categorie di composti.

### Elementi dei gruppi principali e lantanoidi
Nel discutere i meccanismi di composti dei gruppi principali (soprattutto 13-18) si utilizzano in genere gli approcci della chimica organica, dato che in fin dei conti anche i composti organici fanno parte dei gruppi principali. Gli elementi più pesanti di C, N, O e F possono formare composti con più elettroni di quanti previsti dalla regola dell'ottetto, e per questo motivo possono avere meccanismi di reazione diversi da quelli dei composti organici. Elementi più leggeri del carbonio (B, Be, Li) nonché Al e Mg formano spesso strutture elettron deficienti in qualche modo simili ai carbocationi, che tendono a reagire con meccanismi associativi. La chimica dei lantanoidi rispecchia per molti aspetti quella dell'alluminio.

### Complessi dei metalli di transizione
I meccanismi di reazione coinvolgenti metalli di transizione sono discussi in modi diversi da quelli degli elementi dei gruppi principali, perché la presenza degli orbitali d influenza notevolmente la loro reattività. Alcuni tipi di reazione osservabili nei complessi sono i seguenti.

#### Reazioni di sostituzione dei leganti
La presenza degli orbitali d è determinante nell'influenzare velocità e meccanismo delle reazioni di sostituzione e di dissociazione dei leganti.  Queste reazioni possono avvenire con meccanismi associativi o dissociativi.
Un aspetto generale della chimica dei metalli di transizione è la labilità cinetica degli ioni metallici, come si osserva nei tipici complessi [M(H2O)6]n+ che scambiano l'acqua coordinata con quella del solvente:
[M(H2O)6]n+  + 6H2O*  →  [M(H2O*)6]n+  +  6H2O
dove H2O* denota acqua isotopicamente arricchita, cioè H217O
Le velocità di scambio dell'acqua variano di 20 ordini di grandezza nella tavola periodica; i lantanoidi sono i più veloci e i composti di Ir(III) sono i più lenti.

#### Reazioni redox
Le reazioni redox sono comuni per i metalli di transizione. Si possono suddividere in due classi: le reazioni di trasferimento di atomi, come le reazioni di addizione ossidativa/eliminazione riduttiva, e le reazioni di trasferimento di elettroni. Una reazione fondamentale è la reazione di scambio, dove i reagenti sono uguali ai prodotti. Ad esempio gli ioni permanganato e manganato reagiscono scambiandosi un elettrone:
[MnO4]− +  [Mn*O4]2−  ⇄  [MnO4]2− +  [Mn*O4]−

#### Reazioni sui leganti
I leganti coordinati reagiscono in modo diverso dai leganti liberi. Ad esempio, l'acidità dei leganti ammoniaca in [Co(NH3)6]3+ è maggiore rispetto a NH3 non coordinata. Gli alcheni legati a cationi metallici reagiscono con nucleofili, mentre gli alcheni liberi di solito non lo fanno. La catalisi è un'area importante per l'industria, e si basa sulla capacità dei metalli di modificare la reattività di leganti organici. La catalisi omogenea è condotta in soluzione, e la catalisi eterogenea si ha quando substrati gassosi o disciolti reagiscono con superfici solide. Tradizionalmente, la catalisi omogenea è considerata parte della chimica organometallica mentre la catalisi eterogenea è parte della scienza delle superfici, un settore della chimica dello stato solido, ma i principi basilari di chimica inorganica sono gli stessi. Alcuni composti dei metalli di transizione hanno la peculiarità di reagire con piccole molecole come CO, H2, O2 ed C2H4. L'importanza industriale di queste materie prime traina lo sviluppo della catalisi.

## Caratterizzazione dei composti inorganici
I composti chimici inorganici possono contenere praticamente tutti gli elementi della tavola periodica e avere proprietà diversissime, quindi la loro caratterizzazione può richiedere i metodi di analisi più disparati. I metodi più vecchi tendevano ad esaminare proprietà generali come punto di fusione, solubilità, acidità e conducibilità elettrica in soluzione. Successivamente, l'avvento della meccanica quantistica e il perfezionamento delle apparecchiature elettroniche hanno reso disponibili nuovi strumenti per studiare le proprietà elettroniche di molecole e solidi inorganici. I dati così ottenuti hanno spesso permesso di perfezionare i modelli teorici. Ad esempio, la determinazione dello spettro di fotoelettroni del metano ha dimostrato non del tutto appropriata la descrizione della molecola in base alla teoria del legame di valenza, che prevede legami a due centri e due elettroni tra carbonio e idrogeno. Risultati come questo hanno favorito la diffusione della teoria degli orbitali molecolari, basta su orbitali totalmente delocalizzati, che permettono di descrivere più accuratamente cosa succede rimuovendo un elettrone.
Tecniche comunemente utilizzate:
- Cristallografia a raggi X, per determinare la struttura tridimensionale delle molecole.
- Interferometria a doppia polarizzazione, per determinare conformazione e variazioni di conformazione nelle molecole
- Metodi spettroscopici di vario tipo:
  - Spettroscopia ultravioletta/visibile (UV/Vis), storicamente importante, dato che molti composti inorganici sono fortemente colorati
  - Spettroscopia di risonanza magnetica nucleare (NMR); oltre a 1H e 13C, molti altri nuclidi sono adatti per la spettroscopia NMR (ad es. 11B, 19F, 31P e 195Pt) e forniscono informazioni sulla struttura dei composti. Anche la spettroscopia NMR di sostanze paramagnetiche può fornire informazioni strutturali. L'analisi NMR  1H è importante anche perché il nucleo dell'idrogeno è molto leggero ed è difficile da localizzare con la cristallografia a raggi X
  - Spettroscopia infrarossa (IR), usata soprattutto per i complessi metallocarbonilici
  - Spettroscopia ENDOR
  - Spettroscopia Mössbauer
  - Spettroscopia di risonanza paramagnetica elettronica (EPR), permette di osservare l'intorno di centri metallici paramagnetici
- Metodi elettrochimici come la ciclovoltammetria e tecniche simili forniscono informazioni sulle proprietà redox dei composti.

## Chimica inorganica sintetica
Le specie inorganiche che si possono trovare pure in natura sono poche; tutte le altre devono essere sintetizzate in impianti e laboratori chimici.
I metodi di sintesi della chimica inorganica si possono classificare grossolanamente a seconda della volatilità o della solubilità dei reagenti utilizzati. I composti inorganici solubili si preparano con metodi analoghi a quelli della sintesi organica. Composti che reagiscono con l'aria richiedono tecniche tipo linea Schlenk e glove box. Composti volatili e gas sono manipolati in linee da vuoto, costituite da tubi di vetro connessi tramite valvole, entro cui si può fare un vuoto di 0,1 Pa o meno; i composti vengono condensati usando azoto liquido, che ha punto di ebollizione 77 K, o altri liquidi criogeni. I solidi sono in genere preparati usando forni tubolari: i reagenti sono chiusi in contenitori, spesso fatti di silice fusa (SiO2 amorfo), ma a volte sono necessari materiali speciali come tubi saldati di tantalio e "navicelle" di platino.

## Aree
Principali aree di interesse della chimica inorganica sono:
- Chimica degli elementi
- Chimica nucleare
- Chimica di coordinazione
- Metallorganica
- Chimica dello stato solido
- Elettrochimica
- Diffrazione dei raggi X
- Cristallografia
- Chimica bioinorganica
- Chimica supramolecolare
- Geochimica
- Mineralogia
- Astrochimica
- Spettroscopia molecolare
- Chimica teorica
- Metallurgia
- Chimica ambientale
- Strutturistica chimica
- Sintesi e tecniche speciali inorganiche